# Leptopelis bufonides
Leptopelis bufonides és una espècie de granota de la família dels hiperòlids que viu a Burkina Faso, Camerun, el Txad, Gàmbia, Ghana, Nigèria, Senegal i, possiblement també, a Benín, Costa d'Ivori, Guinea, Guinea Bissau, Mali, Níger i Togo.